# Neigungswaage

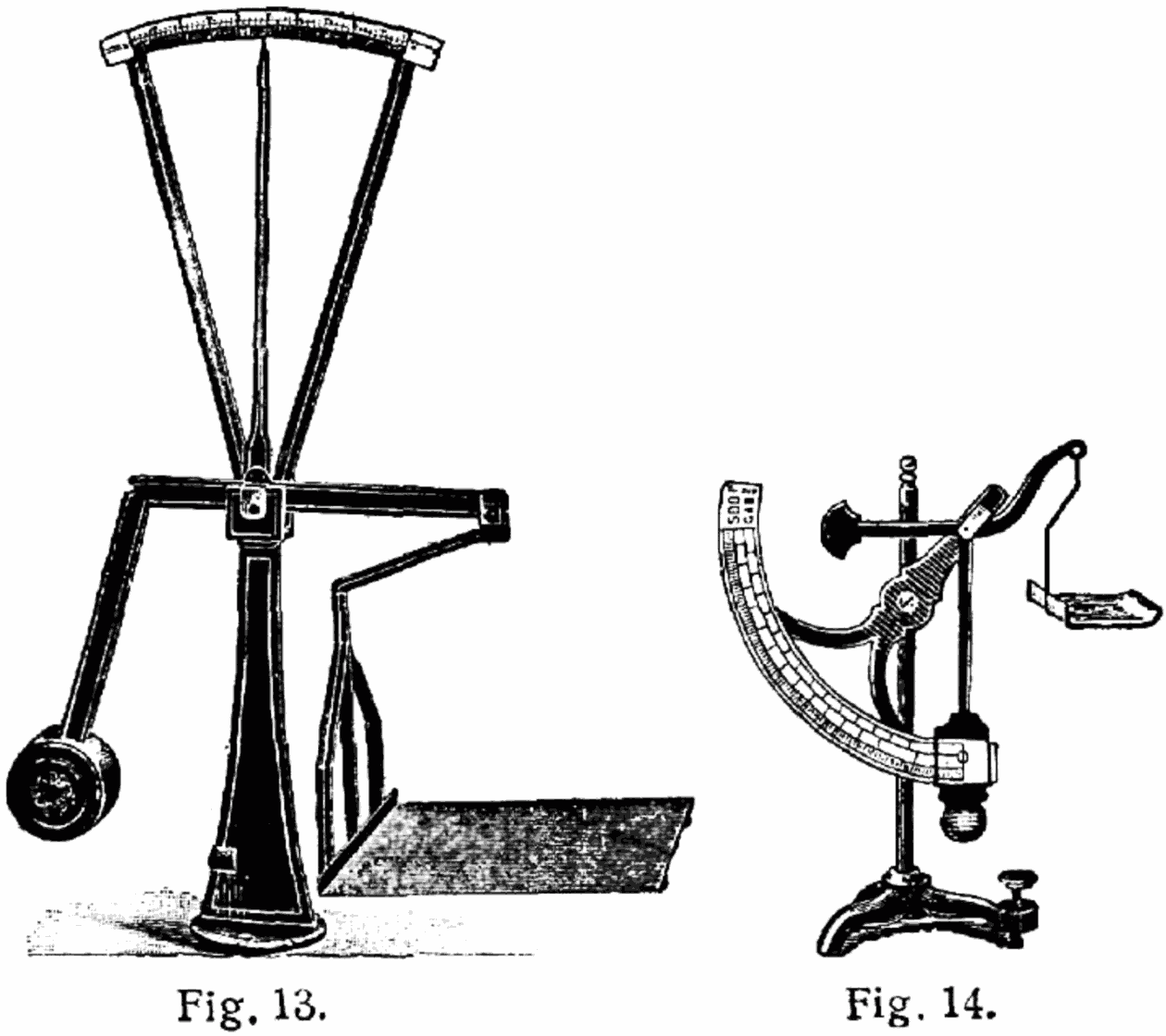
Historische Neigungswaagen

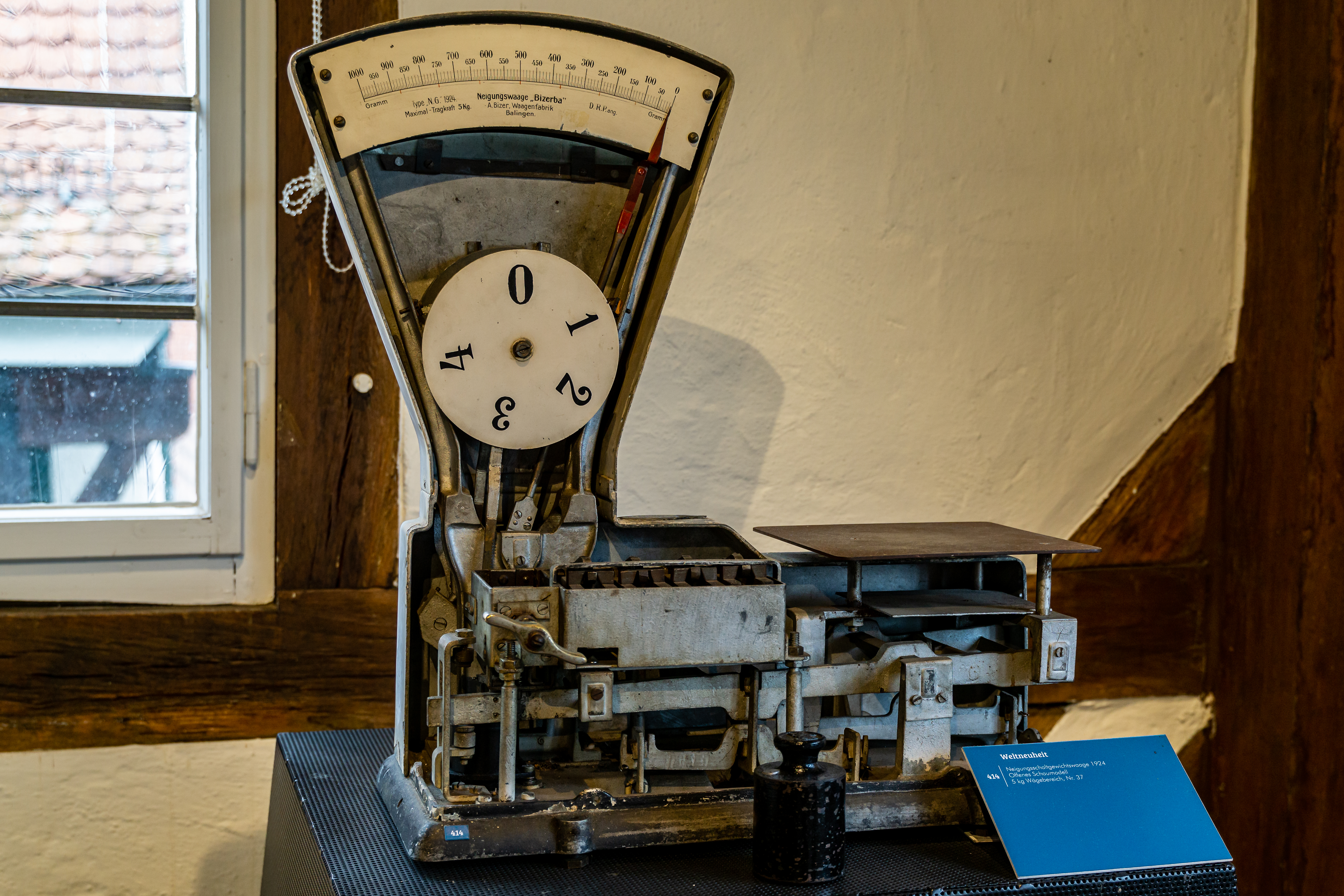
Neigungsschaltgewichtswaage, wie sie im Einzelhandel üblich war, ohne Verkleidung

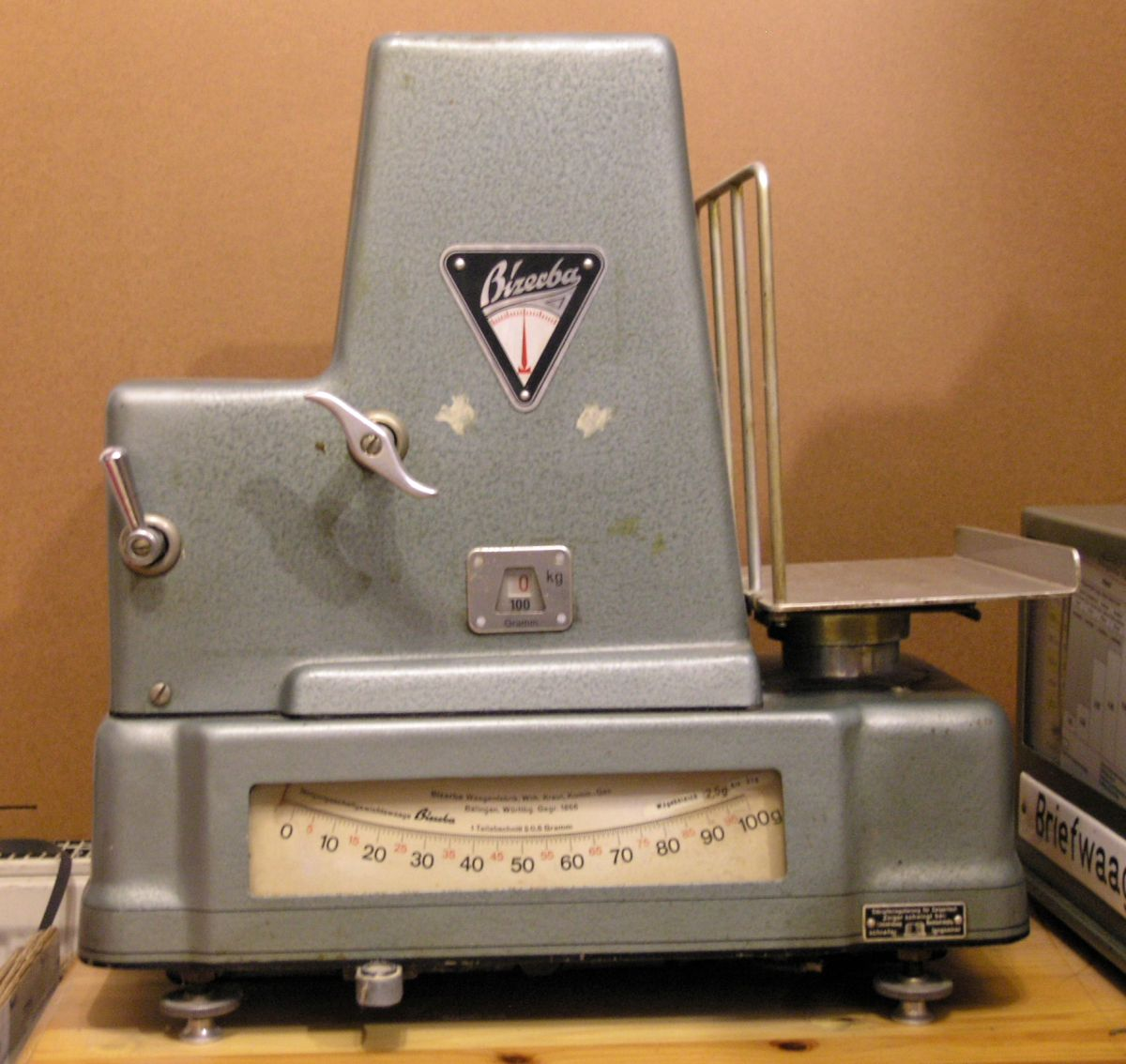
Neigungswaage mit zusätzlichem Schaltgewicht, bis 2 kg, Deutsche Bundespost

Die Neigungswaage oder Knickhebelwaage ist eine Waage, die das zu messende Gewicht nicht wie zuvor üblich mit manuell aufgelegten Gewichten vergleicht, sondern die Auslenkung einer fest angebrachten Masse an einem Hebel bewirkt. Das Gewicht wird dabei an einem Zeigerarm abgelesen, der sich vor einer Skala bewegt.
Im Gegensatz zur Balkenwaage befinden sich beide Lasten nicht auf einer waagerechten Ebene. Je nach Winkel der beiden Hebelarme zur Waagerechten und zueinander verändert sich der Ausschlag des Zeigers beim Vergrößern des aufgelegten Gewichts.
Dies kann ausgenutzt werden, um eine größere Empfindlichkeit der Waage bei kleinen Gewichten zu erreichen. Zunächst bewegt sich das Gegengewicht dann mehr horizontal als vertikal. Das Verhältnis zwischen den beiden Bewegungsrichtungen verschiebt sich mit steigender Auslenkung. Entsprechend verringert sich die Auslenkung des Zeigers bei steigendem Gewicht. Die Einteilung der Anzeigeskala ist nicht-linear und muss der Konstruktion der Waage angepasst werden.
Als Neigungsschaltgewichtswaagen, bei der die Wägebereiche nach Bedarf zugeschaltet werden konnten, waren sie lange Zeit im Einzelhandel vorherrschend. Heute werden sie meist nur noch als Briefwaage eingesetzt.

## Erfinder
Neigungswaagen wurden im 18. Jahrhundert von dem Pfarrer und Erfinder Philipp Matthäus Hahn entwickelt und mehrfach gebaut. Hahn hatte bereits im heutigen Albstadter Stadtteil Onstmettingen 1764 bis 1770 kunstvolle Entwicklungen gebaut und mit eigenen Erfindungen verfeinert (Uhren, Waagen, Rechenmaschinen, Astronomie). Der Aufbau der Neigungswaagen wurde schnell von den Herstellern von Waagen übernommen.
Aufgrund von Hahns Anregungen entstand im heutigen Zollernalbkreis zu Beginn der Industrialisierung Mitte/Ende 19. Jahrhundert ein Wirtschaftszentrum aus Betrieben der Feinwerk- und Präzisionstechnik, das diesen Raum heute noch prägt. Zu Ehren Hahns wurde in Onstmettingen das Philipp-Matthäus-Hahn-Museum aufgebaut, in dem seine Neigungswaage und viele seiner weiteren Erfindungen zu finden sind.

## Prinzipien

### Neigungswaagen ohne zusätzliche Gewichte

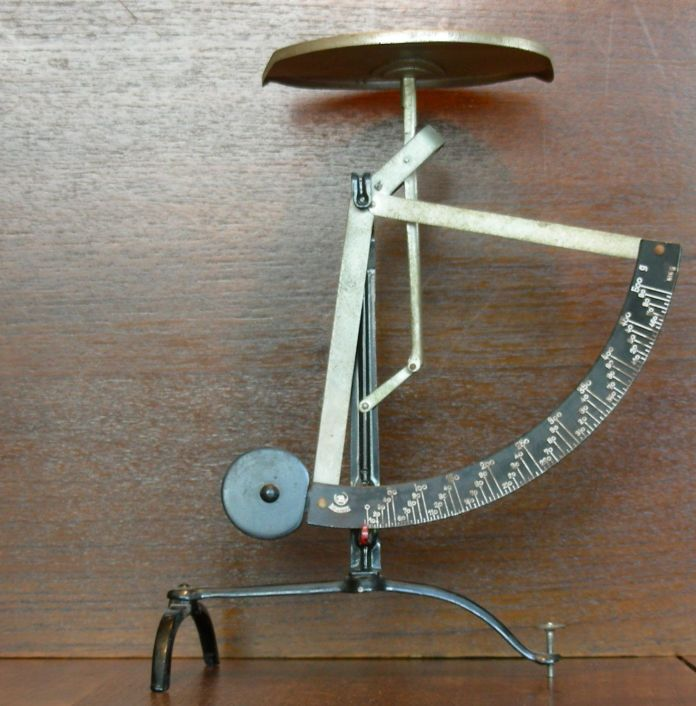
Bei dieser Briefwaage bewegt sich die Skala während der Zeiger fixiert ist

Bei der Neigungswaage wird durch die Last ein der Größe nach unveränderliches Gewicht, welches in der Regel an einem Hebel befestigt ist, aus seiner Ruhelage verändert und damit ausgeschlagen. Die Größe dieses Ausschlagwinkels, also die Neigung dieses Gewichtes, dient als Maß für die Größe der Last, die dann auf einer Skala abgelesen werden kann.
Der Unterschied zur Balkenwaage besteht vor allem in dem Knick des Waagebalkens im Drehpunkt. Das hat zur Folge, dass nicht mehr wie bei der reinen Balkenwaage ein labiles Gleichgewicht herrscht, sondern ein stabiles Gleichgewicht. Dazu muss der Waagebalken beidseits des Drehpunkts nach unten geknickt sein, so dass ein Übergewicht auf der einen Seite das Gewicht näher an den Aufständer dreht und damit ihr Drehmoment verringert, während die andere Seite mehr nach oben gedreht wird, so dass deren Drehmoment ansteigt. Prinzipiell kann dann immer eine stabile Gleichgewichtslage erreicht werden. Die Empfindlichkeit der Waage wird dadurch im Vergleich zur reinen Balkenwaage etwas verringert, für die üblichen Einsatzzwecke ist sie jedoch ausreichend.

### Mathematik der Neigungswaage
Um nun herauszubekommen, welchem Winkel welches Massenverhältnis entspricht, wird einfach ein Gleichgewicht der angreifenden Drehmomente aufgestellt:
{\displaystyle {\begin{matrix}m_{1}g\;\;l\;\cos(\omega +\beta )&=&m_{2}g\;\;l\;\cos(\omega -\beta )\\m_{1}\cos \omega \cos \beta -m_{1}\sin \omega \sin \beta &=&m_{2}\cos \omega \cos \beta +m_{2}\sin \omega \sin \beta \\m_{1}-m_{1}\tan \omega \tan \beta &=&m_{2}+m_{2}\tan \omega \tan \beta \\{\frac {m_{1}}{m_{2}}}&=&{\frac {1+\tan \omega \tan \beta }{1-\tan \omega \tan \beta }}\end{matrix}}}
- Der Winkel {\displaystyle 2\beta } ist der Winkel, um den der ehemals gerade Balken in der Mitte geknickt wurde, um den Schwerpunkt zu versetzen. Dieser Winkel ist abhängig von der Konstruktion der Waage.
- Der Winkel {\displaystyle \omega } ist der Winkel, um den der Balken auf Grund der unterschiedlichen Massen verdreht ist, also die Abweichung von der waagerechten Lage.

### Einsatzbereiche und Modellvarianten
Um bei möglichst gleichbleibender Genauigkeit den Einsatzbereich dieser Waagen zu vergrößern, wurden verschiedene Techniken eingesetzt. Bei Briefwaagen konnte man durch Umklappen die Hebelwirkung des Gewichts verändern. Damit man auch höhere Massen wiegen, die dann auf einer eigenen Skala abgelesen wurden.
Eine Verschmelzung aus Neigungswaage und Tafelwaage wurde für den Einzelhandel angeboten. Für die Grobeinstellung wurden Gewichtsstücke aufgelegt. Am Zeiger konnte dann der Unterschied des Gewichts des Wägeguts vom Gewicht der Gewichtsstücke abgelesen werden.
Die bekanntesten Neigungswaagen im Einzelhandel waren mechanische Waagen mit Schaltgewicht. Dieses machte das Auflegen von Gewichtsstücken überflüssig. Die Skalen waren so gestaltet, dass man je Kilopreis, sofort den Endpreis des zu wiegenden Produktes ablesen konnte. Es gibt die Waagen sowohl mit einem Standfuß als auch mit einem Haken oder Griff am oberen Ende zum Aufhängen oder zum Halten in der Hand.
Weiterhin gibt es auch hochwertige Tischwaagen mit großem Kreiszeiger-Messkopf für die Verwendung in Industrie, Handel und Labor oder Küche, die mit dem Neigungswaagen-Prinzip arbeiten. Hierbei handelt es sich in der Regel um solide Geräte in schweren Metallgehäusen mit großer Anzeige hinter Glas und mehrfachem, meist fünffachem Zeiger-Umlauf. Die üblichen Wägebereiche und Skalenteilungen sind z. B. 30 kg/10 g, 60 kg/20 g und 100 kg/50 g, wobei meistens noch eine geschätzte Ablesung zwischen den Skalenteilen möglich und hinreichend genau ist. Diese Waagen fanden weite Verbreitung in Großküchen, Werkstätten und Laboren und wurden bzw. werden wegen ihrer unkomplizierten Handhabung geschätzt (kein Einschalten notwendig). Heute (2010) werden sie nur noch von sehr wenigen Herstellern gebaut.
Es wurden sogar Lkw- bzw. Fahrzeugwaagen nach diesem Prinzip hergestellt (Wägebereich bis 50 oder 60 Tonnen, Skalenteilung 20 kg).
Neigungswaagen wurden nach Entwicklung der elektronischen Waagen in ihrer Bedeutung gemindert. Vor allem nach Anwendung der Dehnungsmessstreifen in der Waagentechnik ging die Produktion stark zurück.

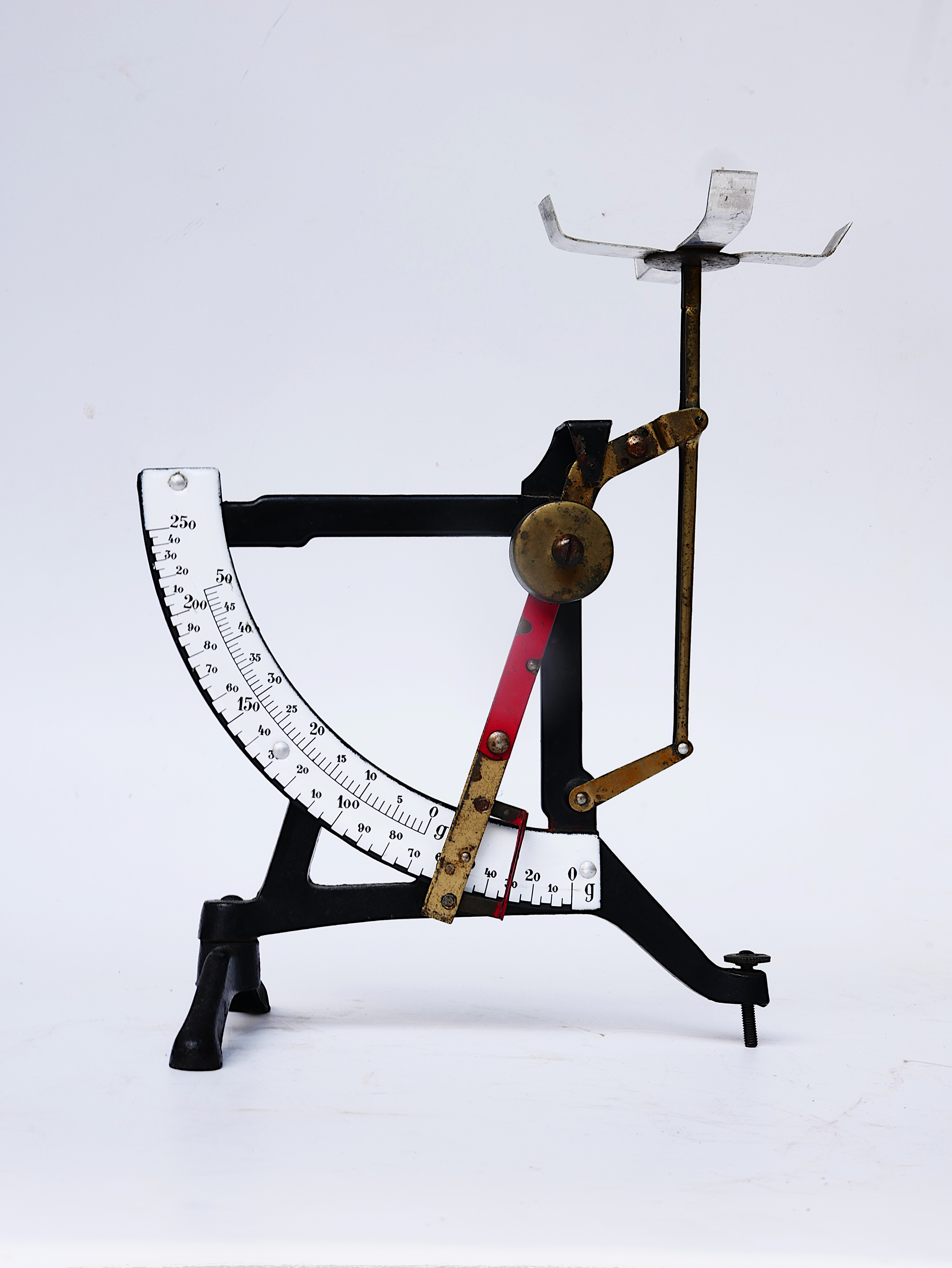
Briefwaage mit hochgeklapptem Gewicht
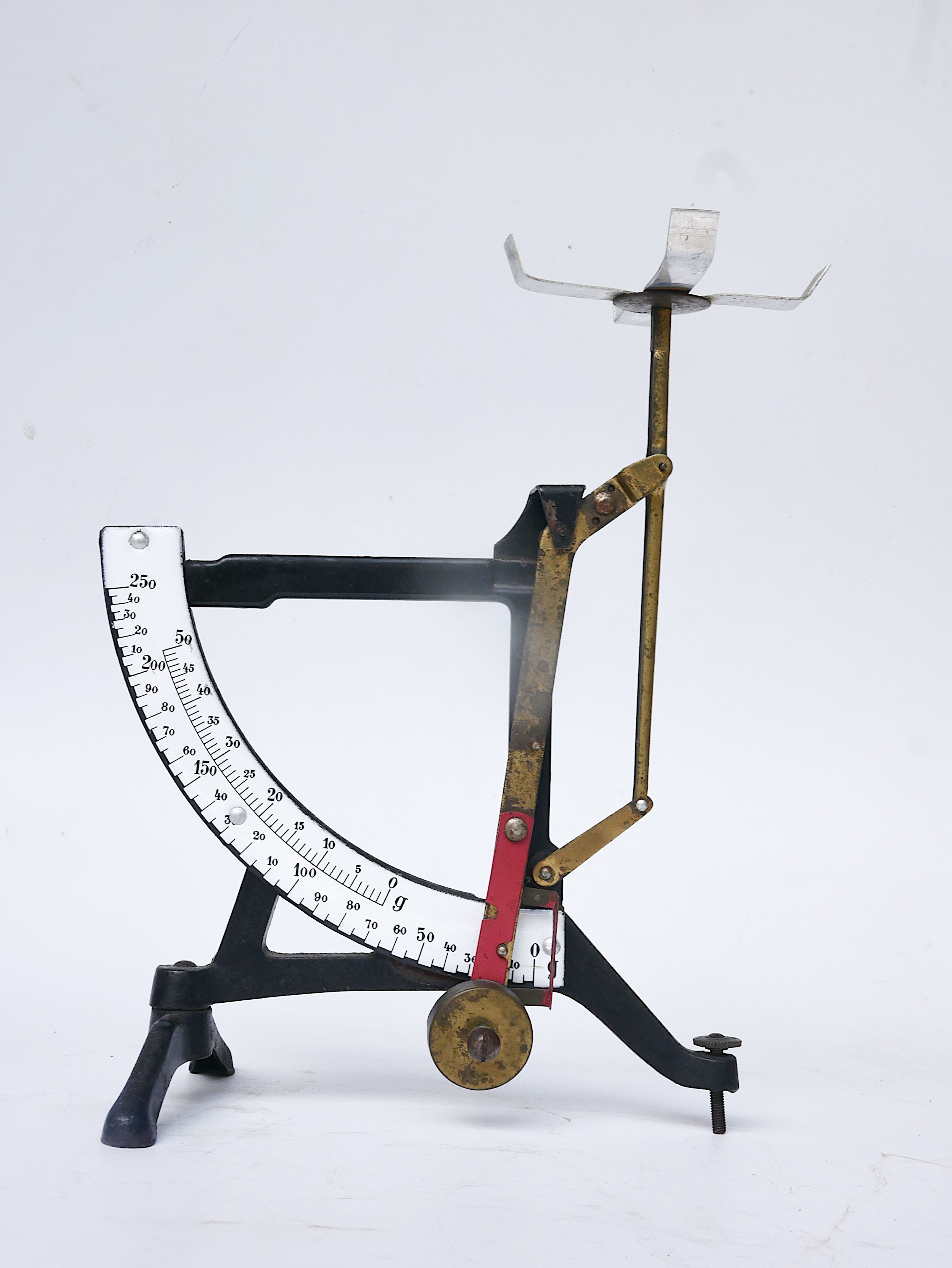
Briefwaage mit heruntergeklapptem Gewicht
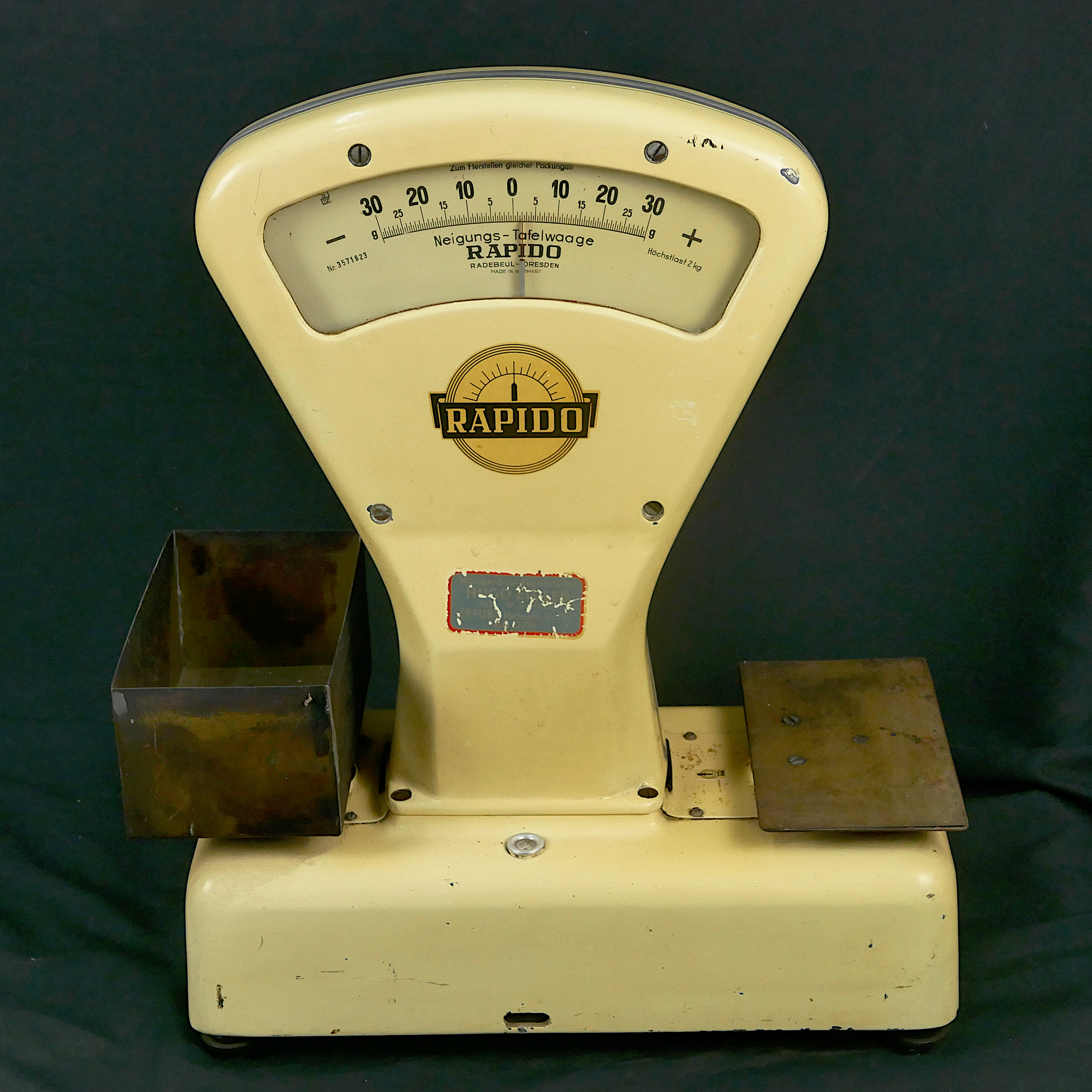
Rapido-Waage mit zusäzulichen Auflagegewichten
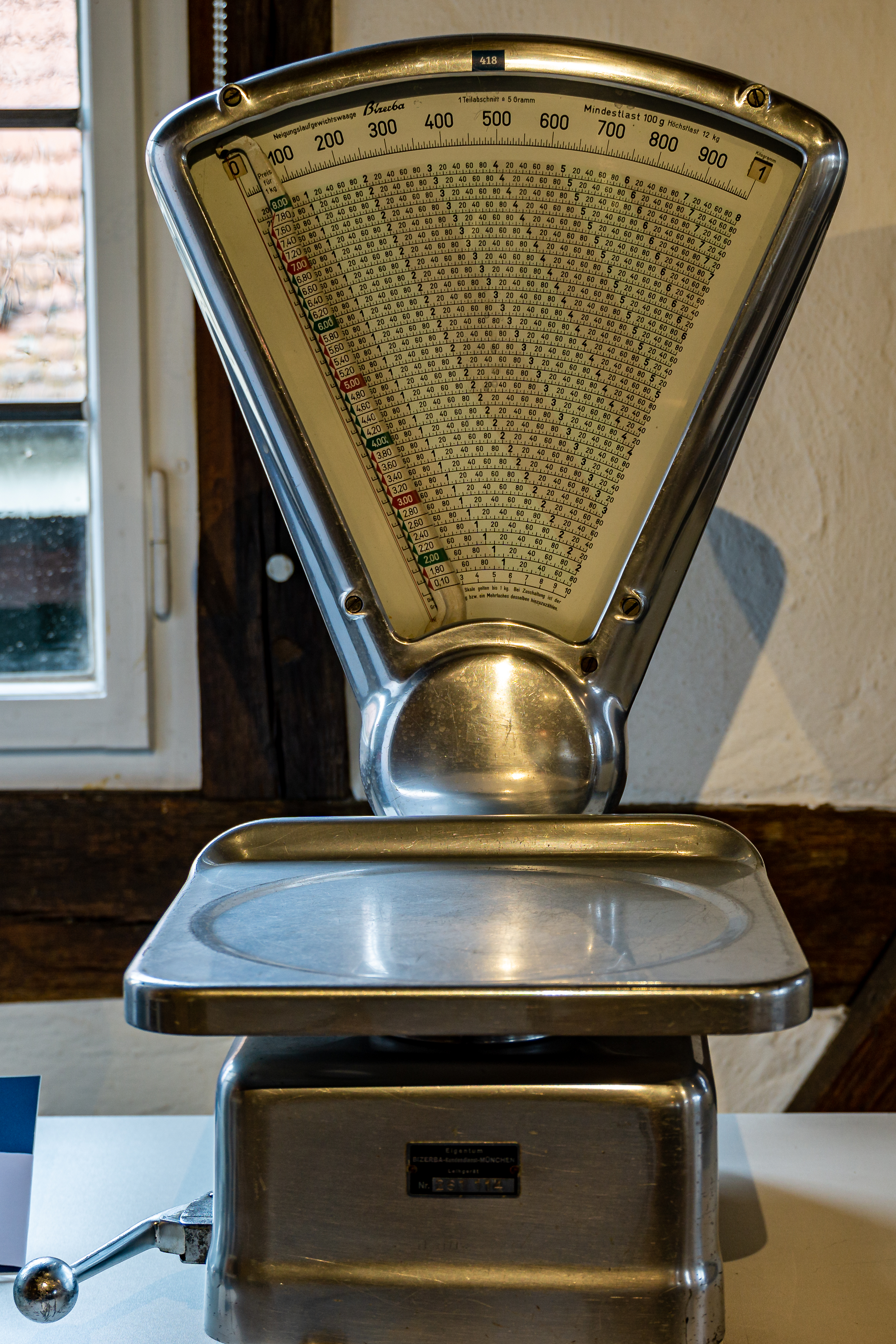
Mechanisch-preisrechnende Neigungswaage  mit verstellbarem Schaltgewicht
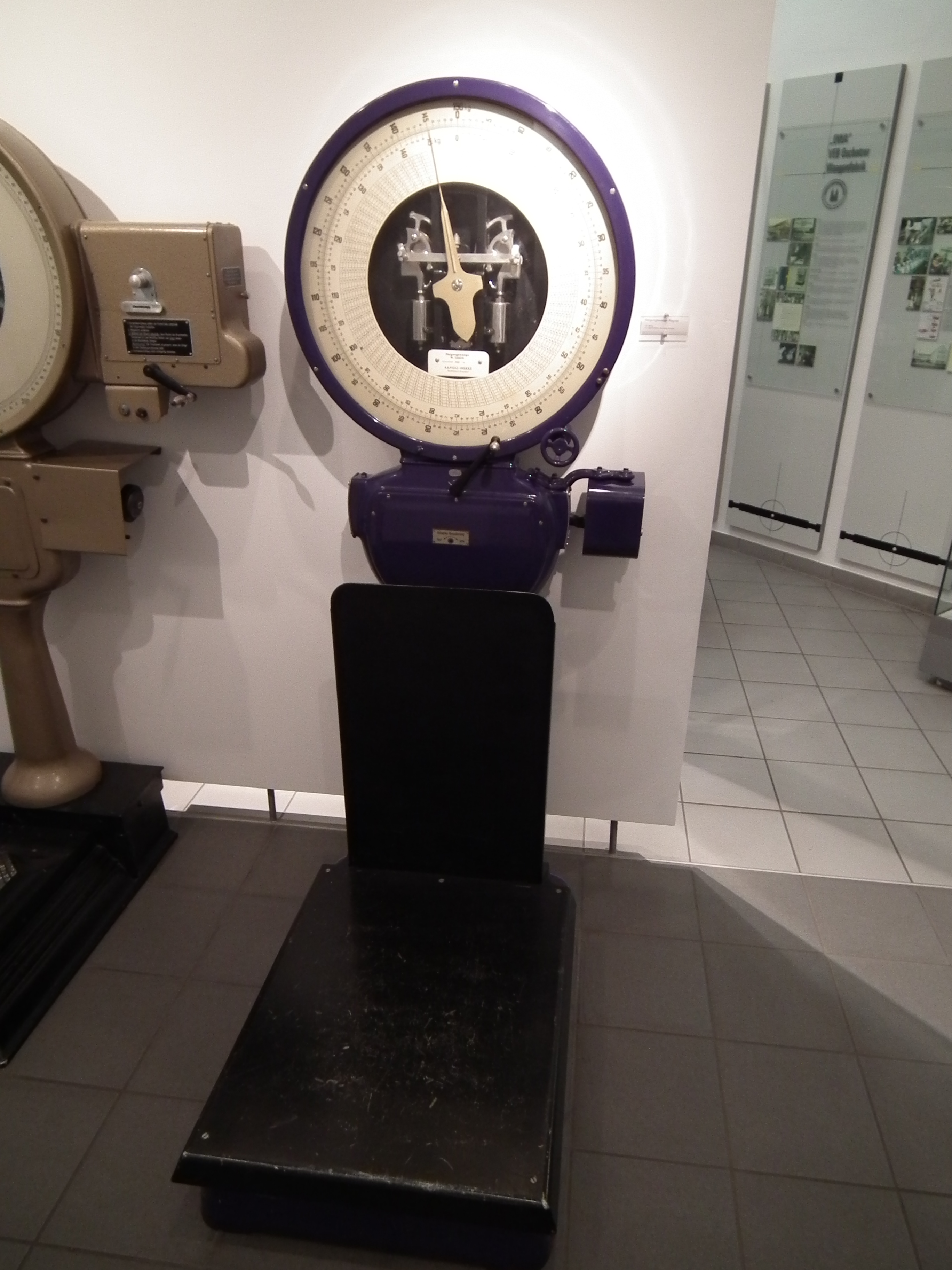
Neigungswaage bis 150 kg